# Techno-Club

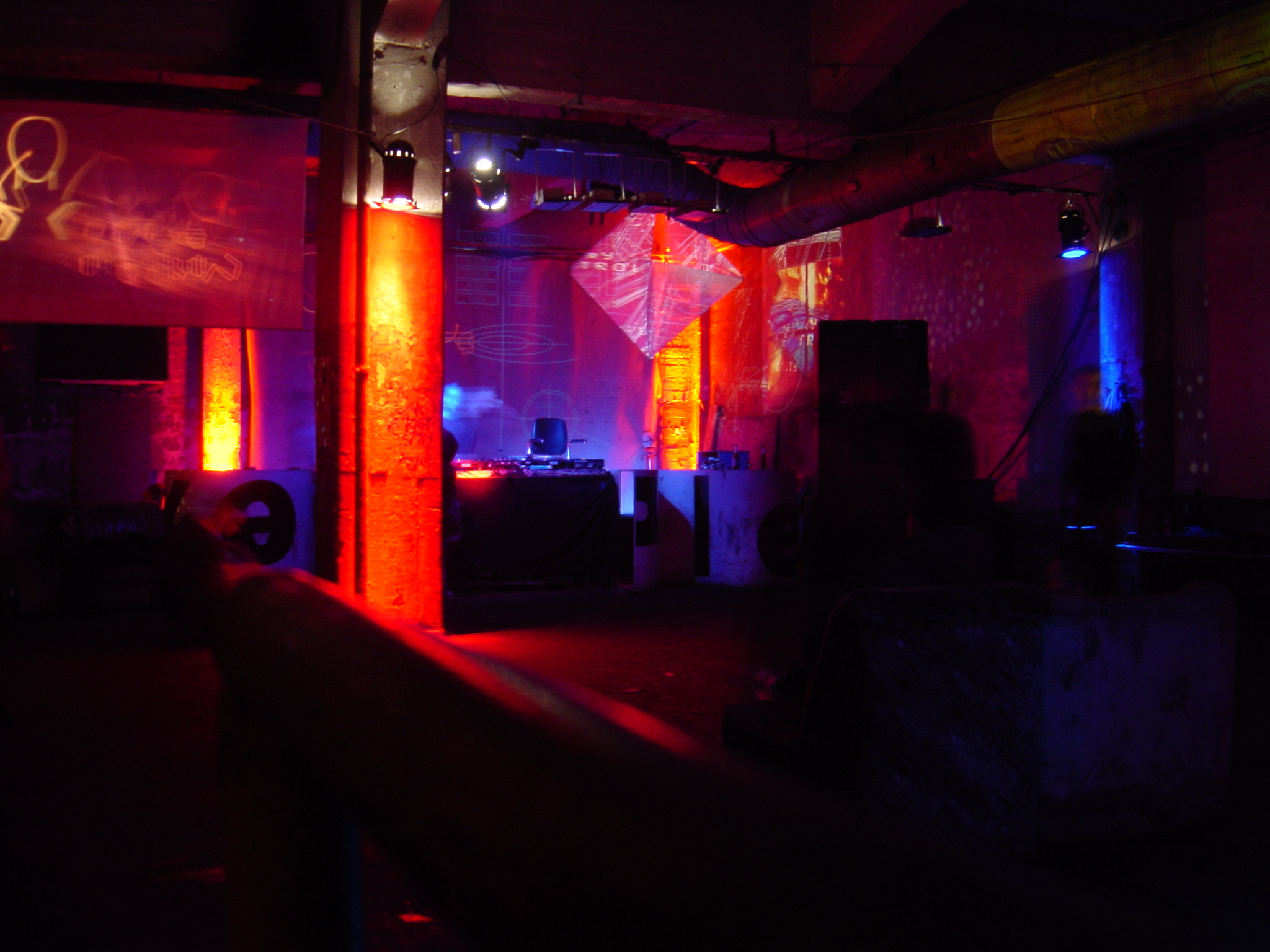
Techno-Club in einer alten Industriehalle in Berlin

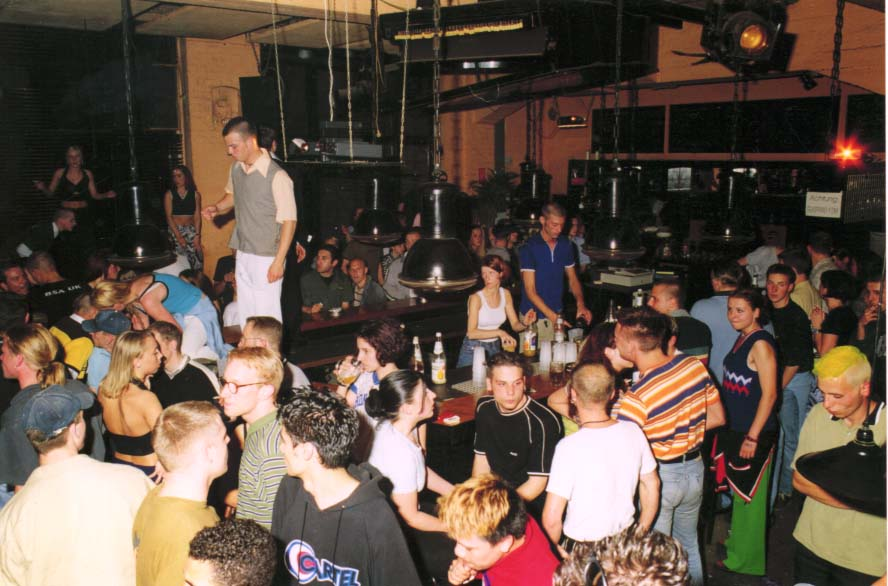
Party im Stammheim

Unter einem Techno-Club versteht man die spezielle Form einer Diskothek, in der ausschließlich Techno oder elektronische Musik gespielt wird. Techno-Clubs haben oft den Anspruch, weniger kommerziell zu sein als Großveranstaltungen und die Interessen bzw. die Sache der Szene in den Mittelpunkt zu stellen.
Die meisten Clubs haben feste Resident-DJs, die dort in regelmäßigen Abständen spielen und das Image und den musikalischen Stil des Clubs mitprägen. Daneben legen unregelmäßig Gast-DJs auf. In den bekannteren Techno-Clubs treten oft internationale Stars der Szene (z. B. Sven Väth, Richie Hawtin, WestBam) auf.
Im Gegensatz zu traditionellen Diskotheken sind in der Technoszene oft leerstehende Industrie-, Werks- und Lagerhallen beliebte Räumlichkeiten. Oft sind die Clubs auch nach dem früheren Zweck der Räumlichkeit benannt, wie Tresor (Tresorräume des Kaufhauses Wertheim), Bunker, Rohstofflager oder E-Werk.
Allerdings ist der Übergang zu herkömmlichen Diskotheken eher fließender Natur, da insbesondere in vielen Großraumdiskotheken auch mehr oder minder regelmäßig Techno-Veranstaltungen stattfinden.
Neben teilweise mehreren Tanzflächen besitzen die meisten Clubs einen sogenannten Chill-Out-Bereich, der den Gästen Sitzgelegenheiten und eine entspannende Atmosphäre bieten soll.

## Technoclub-Veranstaltungsreihe
Technoclub ist auch der Name einer erfolgreichen Veranstaltungsreihe (und der zugehörigen Tonträger-Compilations) des deutschen Musikproduzenten und DJs Talla 2XLC.

## Geschichte
Im Chicagoer Club Warehouse (1977–1982) editierte Frankie Knuckles ab Anfang der 1980er Jahre eine breite Auswahl von Disco-Klassikern, R&B und synthesizerlastigem Eurodisco und verlängerte im Mix die tanzbaren Passagen, was die Gäste in Ekstase versetzte. Die gespielte Musik wurde in Anklang an den Club in Knuckles Plattenladen bald als "House Music" kodifiziert.
In West-Berlin und Westdeutschland entstanden im Zuge der Acid-House-Welle bald die ersten Clubs im Ambiente späterer klassischer Techno-Clubs. Im West-Berliner Club Ufo, welcher sich im Keller eines maroden Altbau-Wohnhauses befand, fanden ab 1988 erste Acid-House-Partys statt. In München etablierten sich zu dieser Zeit die Negerhalle (1983–1989) und die ETA-Halle als erste Acid-House-Clubs in zwischengenutzten, maroden Industriehallen, was den Beginn der Hallenkultur in Deutschland markiert. Das Konzept, ungenutzte größere Industrie- oder öffentliche Gebäude mit geringem Aufwand zu kommerziellen Tanzclubs bzw. so genannten Hallenclubs umzuwidmen, entwickelte maßgeblich der Münchner Gastronom Wolfgang Nöth ab den 1980er Jahren.
Unmittelbar nach der Wende entstanden in Ost-Berlin mit dem Aufkommen der Technoszene die ersten einflussreichen Techno-Clubs. Prägend zu dieser Zeit waren der Planet (1991–1993) und sein Nachfolger E-Werk (1993–1997), der Tresor (seit 1991) und der Bunker (1992–1996). 1988 eröffnete das Omen in Frankfurt am Main und entwickelte sich unter dem Betreiber und Resident-DJ Sven Väth schnell zum internationalen Szenetreffpunkt im Rhein-Main-Gebiet.
Schnell entstanden auch erste Afterhour-Clubs wie der Babalu Club (1990–1994) in München oder der Walfisch (1991–1993) und das Exit (1993–1994) in Berlin, die erst in den frühen Morgenstunden öffneten und an nächtliche Veranstaltungen anknüpften.
Während die verschiedenen Spielarten des Techno im Laufe der 1990er Jahre zunehmend auseinanderdrifteten, eröffneten auch die ersten Clubs, die sich auf einzelne Sparten konzentrierten. So spezialisierten sich beispielsweise das Milk! (1990–1993) auf Drum and Bass und der Natraj Temple (1996–2008) auf Goa.

## Bekannte Techno-Clubs

### Ehemalige Clubs
- Babalu Club (München, 1990–1994)
- Bob Beaman (München, 2010–2019)
- Butan Club (Wuppertal, 1999–2018)
- Cocoon Club (Frankfurt am Main, 2004–2012)
- Cyberhouse (Hannover, 1993–1998)
- Dorian Gray (Frankfurt am Main, 1978–2000)
- E-Werk (Berlin, 1993–1997)
- Hacienda (Manchester, 1982–1997)
- Harry Klein (München, 2003–2023)
- Institut für Zukunft (Leipzig, 2014–2025)
- KW – Das Heizkraftwerk (München, 1996–2003)
- MMA Club (München, 2014–2019)
- Natraj Temple (München, 1996–2008)
- Omen (Frankfurt am Main, 1988–1998)
- Oxa (Zürich, 1985–2013)
- Palazzo (Bingen, 1990–2003)
- Rohstofflager (Zürich, 1997–2010)
- Stammheim (Kassel, 1994–2002)
- Triebwerk (Dresden, 2002–2014)
- U60311 (Frankfurt am Main, 1998–2012)
- Ultraschall (München, 1994–2003)
- Watergate (Berlin, 2002–2024)
- Zoom (Nürnberg, 2001–2010)

### Aktive Clubs
- About Blank (Berlin, seit 2010)
- Airport (Würzburg, seit 1983)
- Bahnwärter Thiel (München, seit 2015)
- Berghain (Berlin, seit 2004)
- Blitz Club (München, seit 2017)
- Distillery (Leipzig, seit 1992)
- Die Rakete (Nürnberg, seit 2003)[5]
- Fabric (London, seit 1999)
- Grelle Forelle (Wien, seit 2011)
- Haus 33 (Nürnberg, seit 2013)[6]
- KitKatClub (Berlin, seit 1994)
- Ritter Butzke (Berlin, seit 2007/2009)
- Robert Johnson (Offenbach, seit 1999)
- Rote Sonne (München, seit 2005)
- Sisyphos (Berlin, seit 2009/2014)[7]
- Technoclub (Frankfurt am Main, seit 1984)
- Tresor (Berlin, seit 1991)
- Tunnel (Hamburg, seit 1993)

Galerie
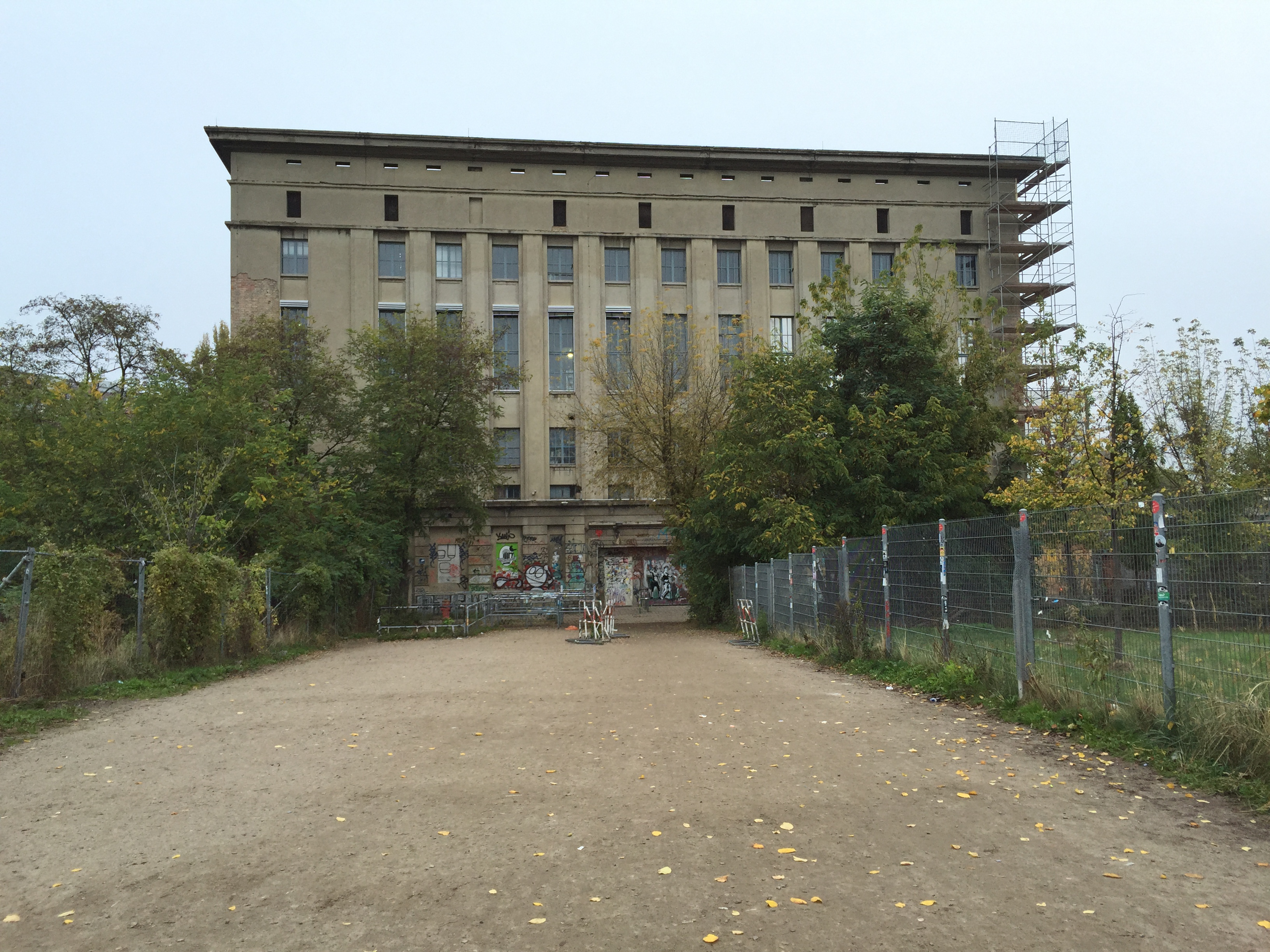
Berghain
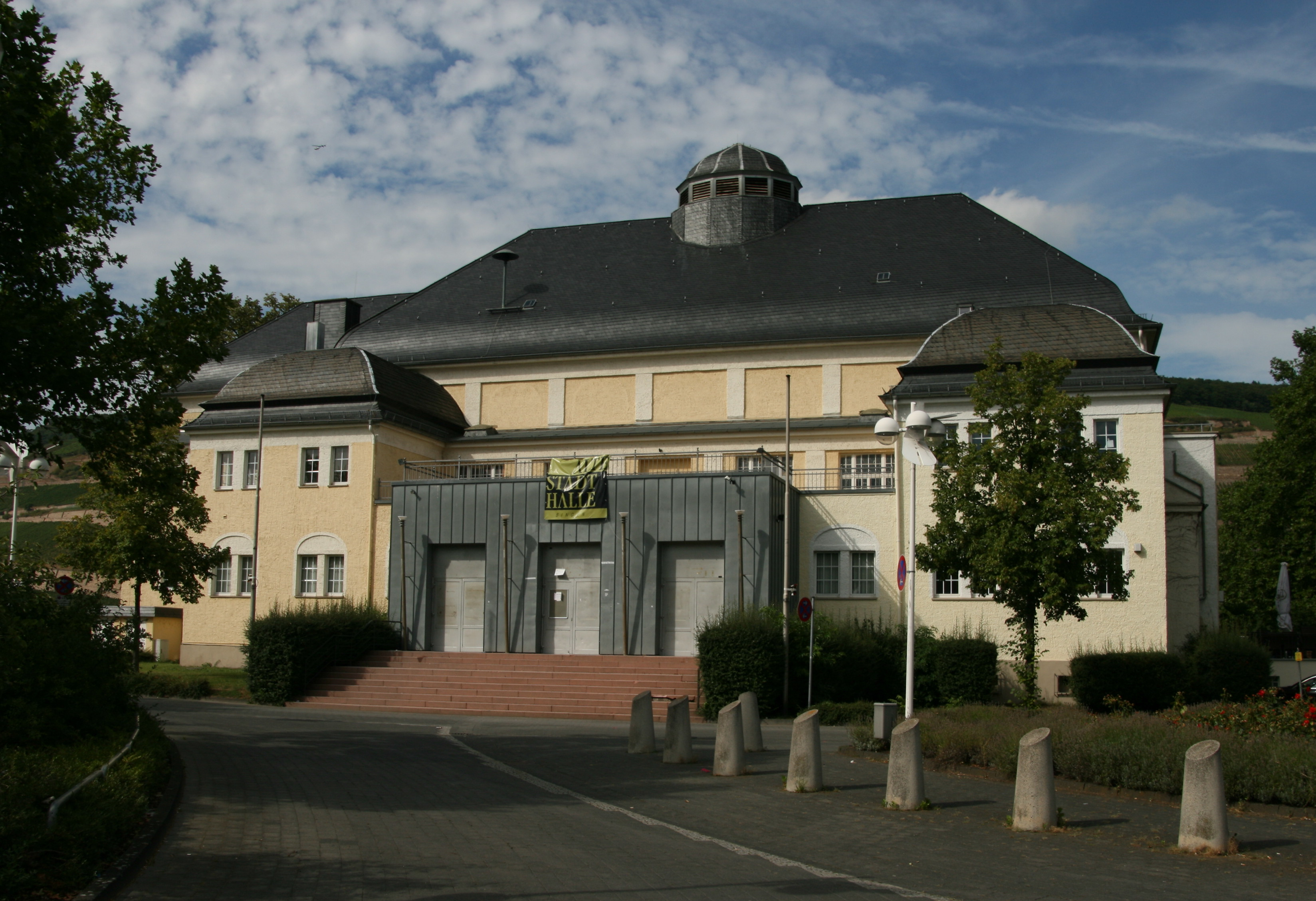
Palazzo
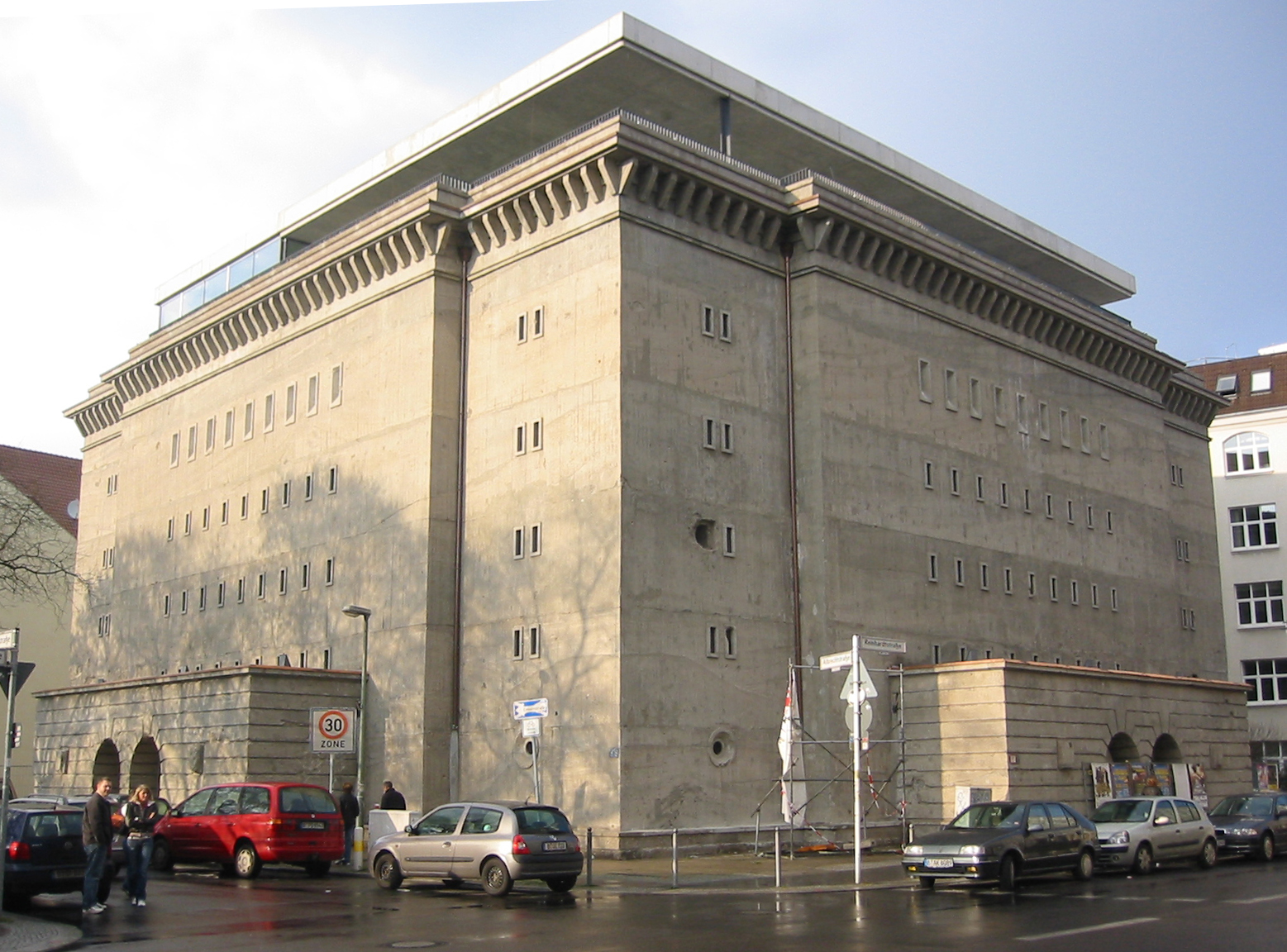
Bunker
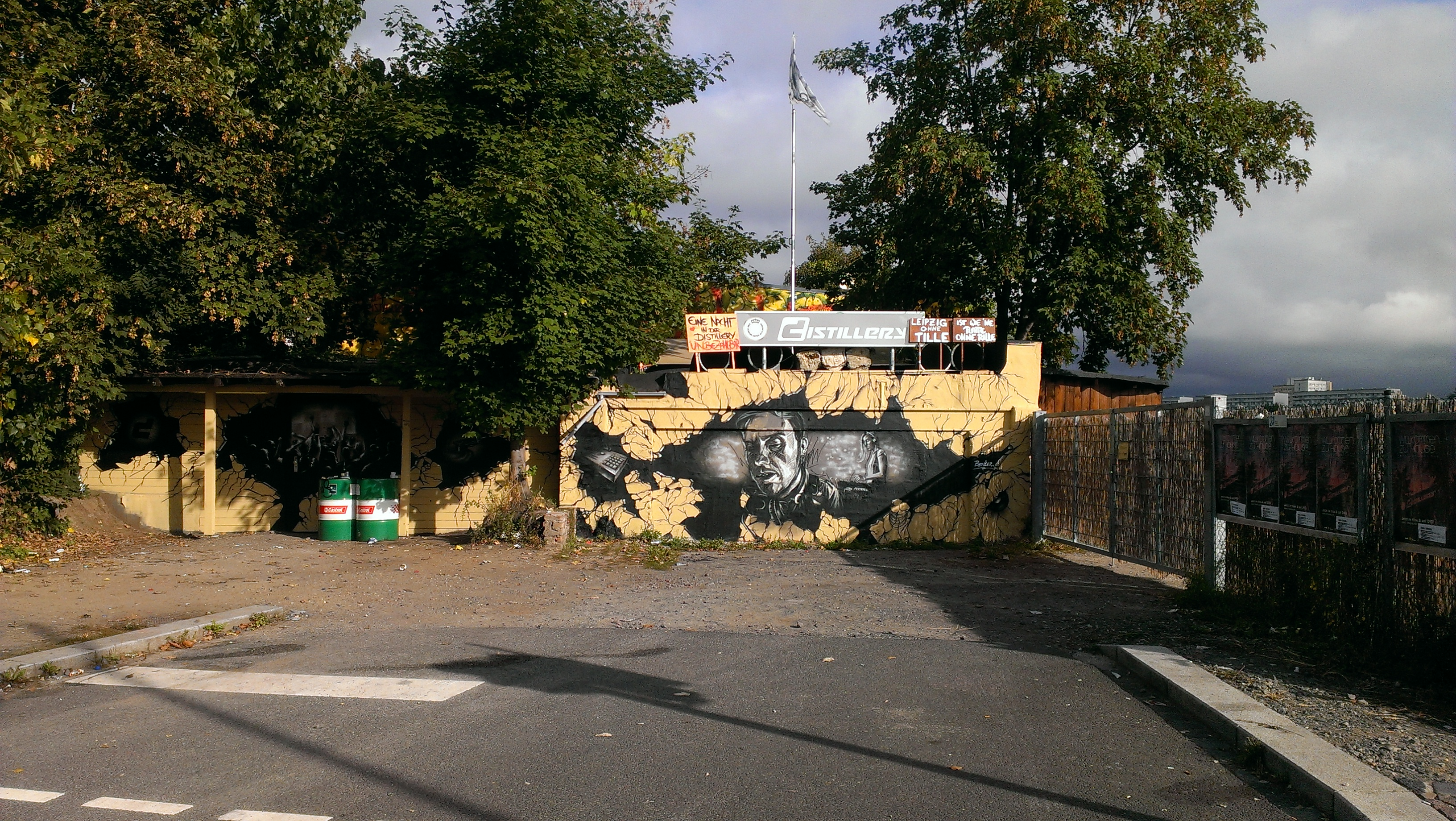
Distillery
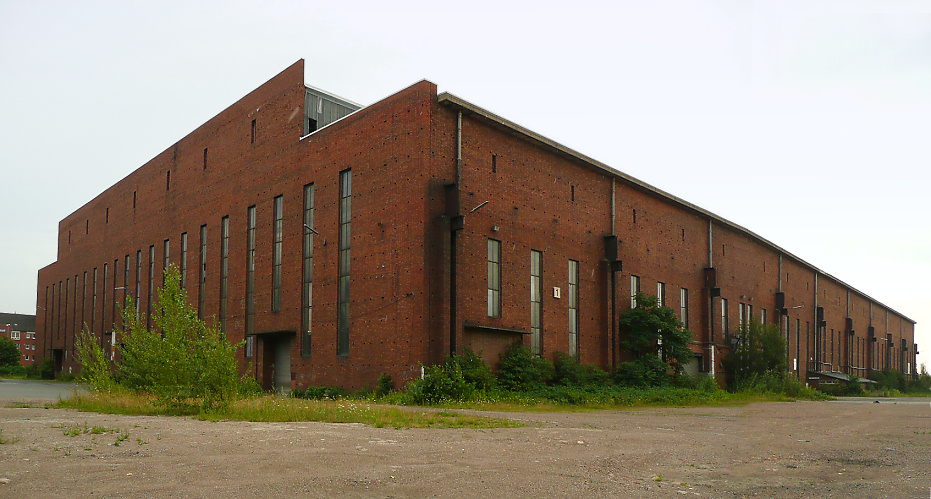
Cyberhouse
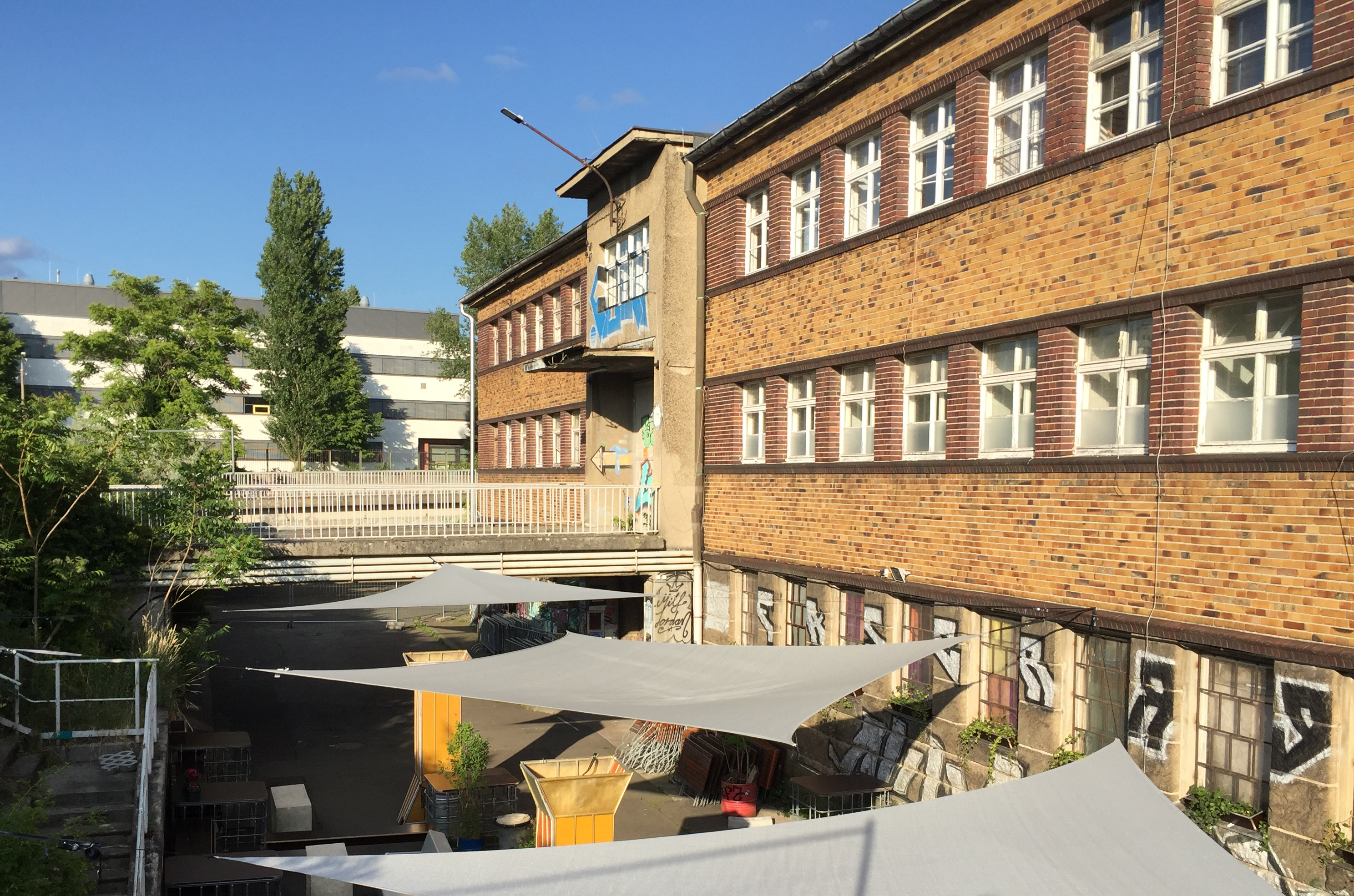
Institut für Zukunft
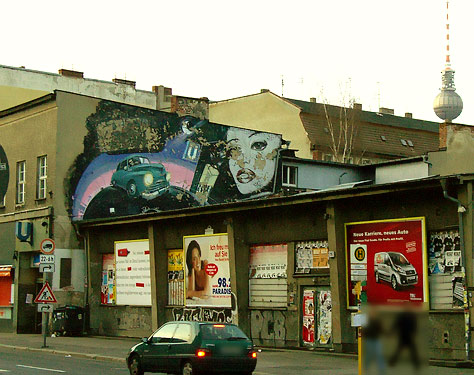
KitKatKlub
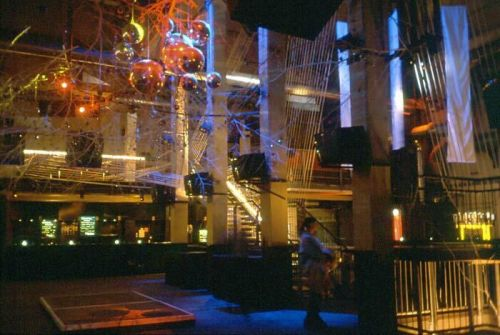
KW – Das Heizkraftwerk
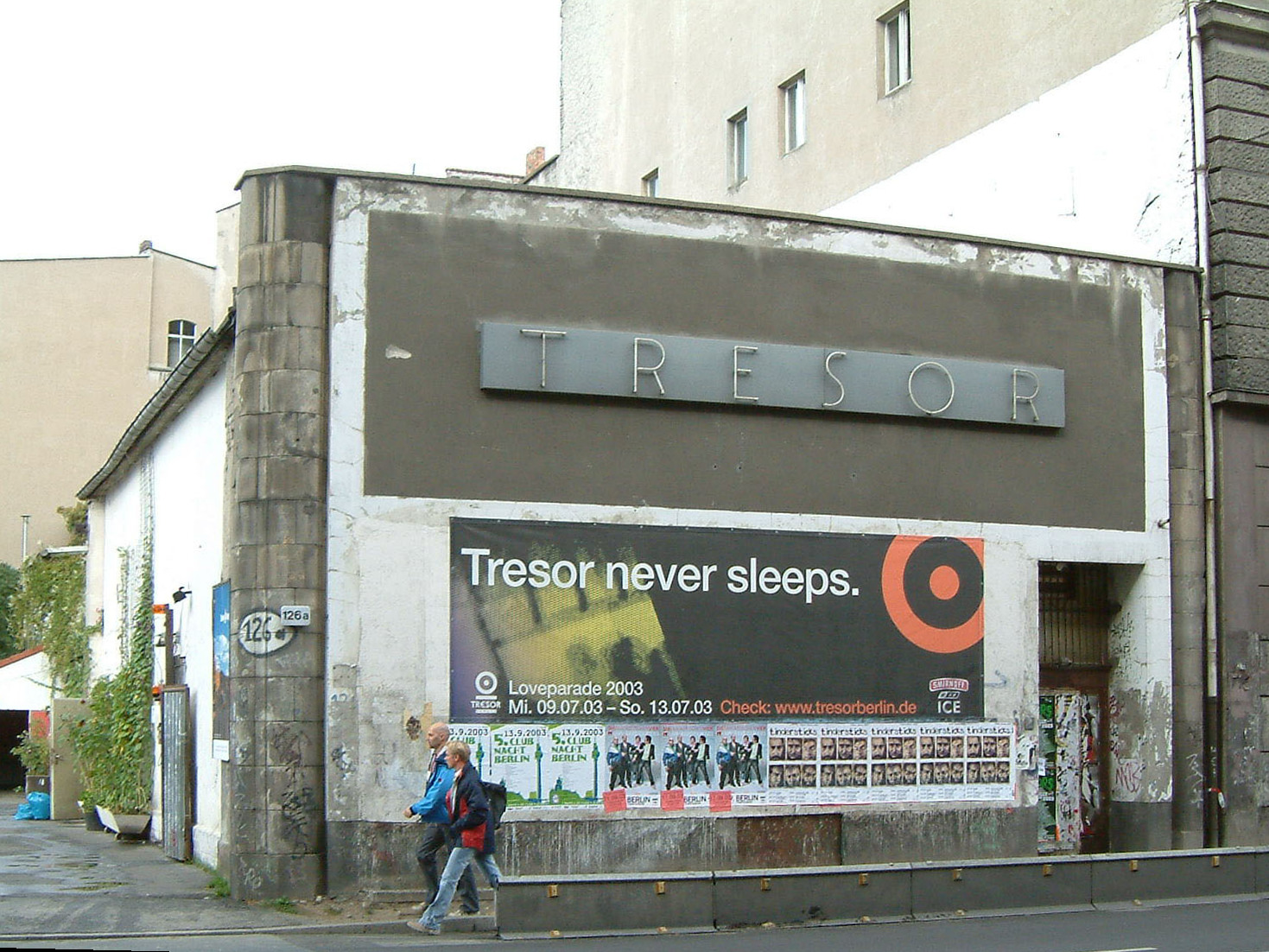
Tresor
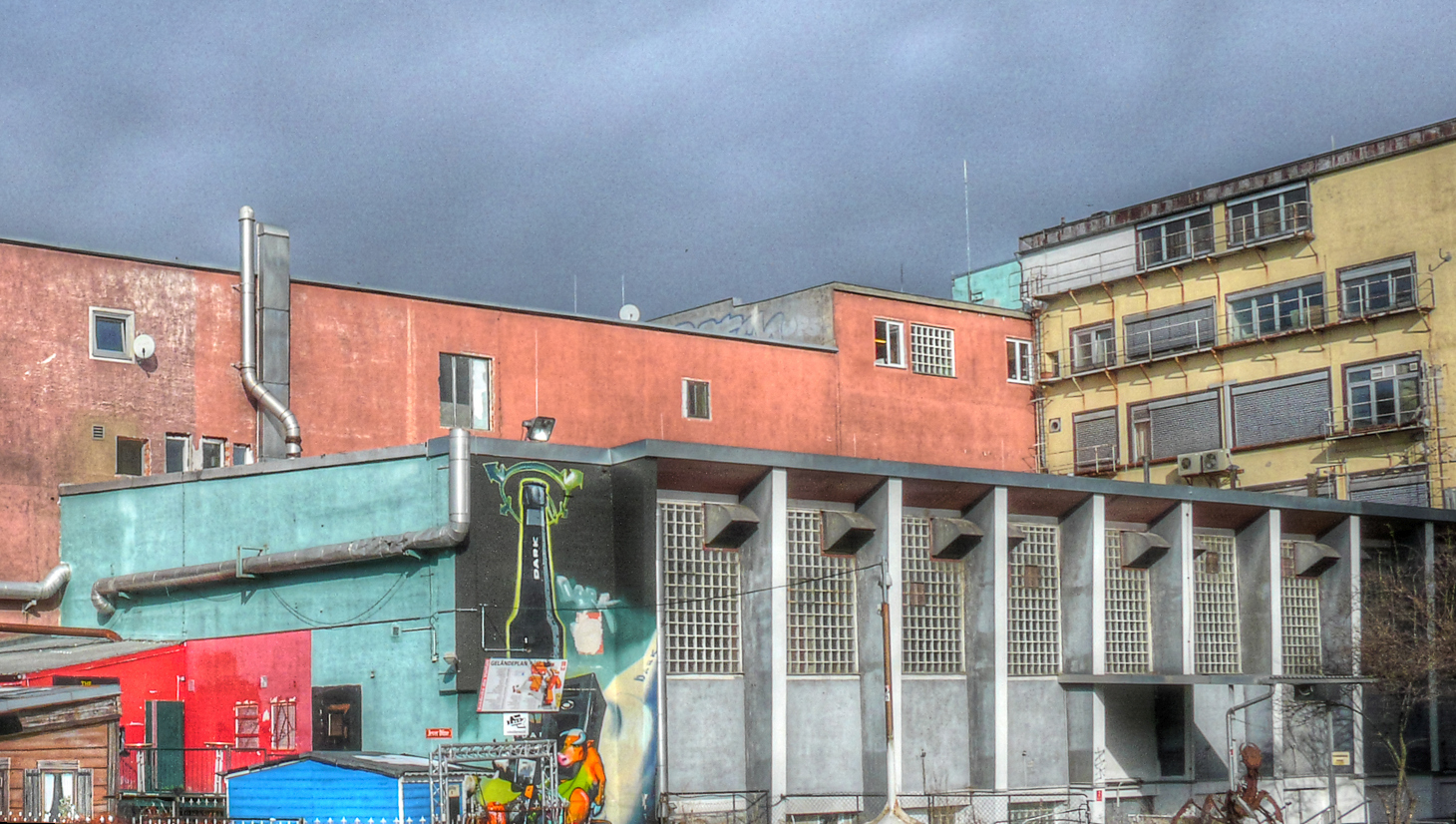
Ultraschall II
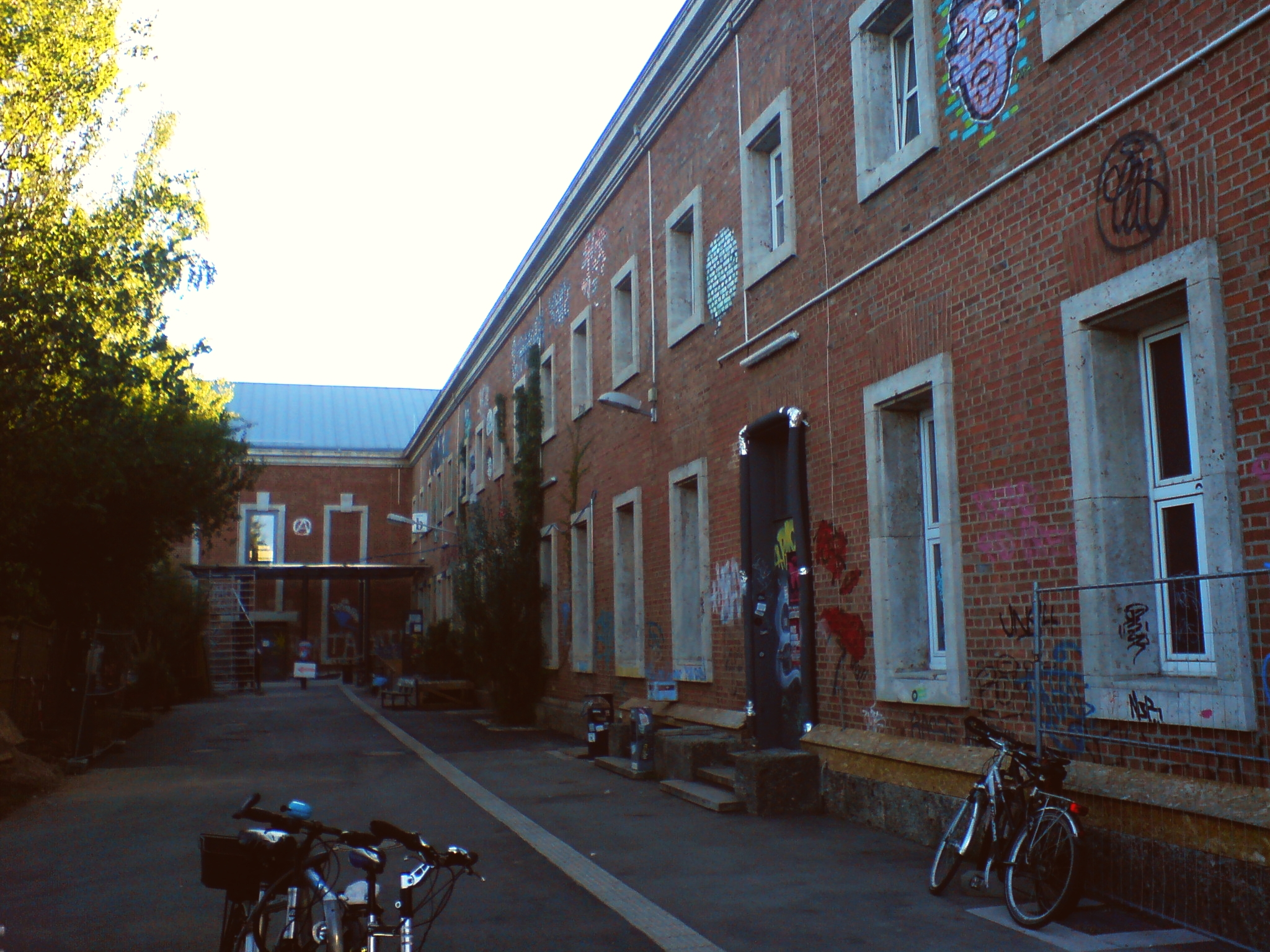
Zoom